# Mumm
La Mumm o G. H. Mumm & Cie è una delle più grandi case produttrici di champagne del mondo con sede a Reims, nella regione della Champagne-Ardenne.

## Storia

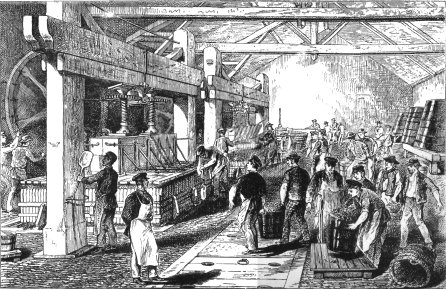
Interno del laboratorio di G. H. Mumm & Co.’s a Verzenay (1879)

Fondata nel 1º marzo 1827 dai fratelli Jacobus, Gottlieb e Phillip Mumm, eredi di un'antica famiglia tedesca e vinificatori nella valle del Reno, la maison ebbe una svolta con l'idea di Georges Hermann Mumm, nel 1876, di registrare il marchio "Cordon Rouge", mutuato dall'alta onorificenza legata alla Legion d'onore francese. Il nastro rosso sull'etichetta divenne subito un segno caratteristico distintivo che ha segnato il successo di questo marchio.
L'azienda ha attraversato parecchie vicissitudini nella sua storia, compresa una confisca in tempo di guerra da parte dello stato francese, essendo i proprietari rimasti tedeschi anche un secolo dopo la fondazione della maison. In epoca più recente la casa è passata di mano diverse volte, entrando prima nel gruppo Seagram, poi venendo acquisita da Allied Domecq e infine (2005) passando alla Pernod Ricard.

## Popolarità
Lo champagne Mumm vanta una grande popolarità da attribuirsi all'inconfondibile nastro rosso della sua etichetta, e, tra le altre cose, al fatto di essere stata l'azienda fornitrice ufficiale di molte case regnanti europee. Per anni, fino al 2015, Mumm è stato lo champagne ufficiale con cui si festeggiano le vittorie nel Campionato del mondo di Formula 1. Dal 2016, tuttavia, è lo champagne ufficiale della Formula E.

## Prodotti
- Cordon Rouge
- Le Rosé
- Le Demi-Sec
- Le Millésimé
- Blanc de Blancs (100% Chardonnay, monovitigno, monoterritorio)
- Cuvée R. Lalou